# Hoplocryptus murarius
Hoplocryptus murarius är en stekelart som först beskrevs av Borner 1782.  I den svenska databasen Dyntaxa används istället namnet Aritranis fugitivus. Enligt Catalogue of Life ingår Hoplocryptus murarius i släktet Hoplocryptus och familjen brokparasitsteklar, men enligt Dyntaxa är tillhörigheten istället släktet Aritranis och familjen brokparasitsteklar. Arten är reproducerande i Sverige. Inga underarter finns listade i Catalogue of Life.